# Charles Joseph Whitman

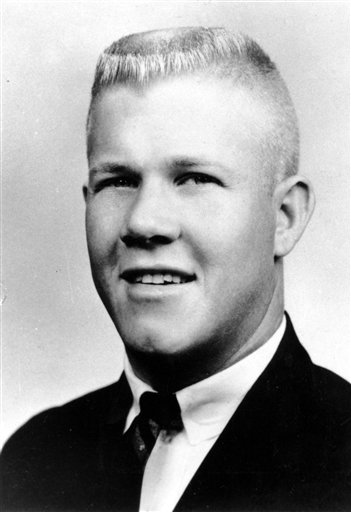
Charles Whitman, 1963

Charles Joseph Whitman (* 24. Juni 1941 in Lake Worth; † 1. August 1966 in Austin) war ein amerikanischer Architekturstudent an der University of Texas. Er wurde durch einen Amoklauf am 1. August 1966 in Austin bekannt.
Zunächst erstach er seine Mutter und seine Frau. Anschließend erschoss er an seiner Universität 17 Menschen und verletzte 32 weitere, bevor er von der Polizei getötet wurde. Gemessen an der Zahl der Opfer war es zum Zeitpunkt der Tat der schwerste Amoklauf in den Vereinigten Staaten.

## Leben
Charles Whitman wuchs als ältester von drei Söhnen des erfolgreichen Sanitärunternehmers Charles Adolphus Whitman und seiner Frau Margaret Hodges Whitman auf. Der Vater war autoritär und missbrauchte seine Familie physisch und psychisch.
In seiner Kindheit war er Pfadfinder, wo er als jüngster Amerikaner die Stufe des Eagle Scouts erreichte. Zudem zählten Klavierspielen und die Jagd zu seinen Beschäftigungen. Er wurde als überdurchschnittlich intelligent (IQ 138,9) beschrieben und hatte gute Noten, die jedoch in den letzten zwei Highschool-Jahren sanken. Er erlangte seinen Highschool-Abschluss an der Saint Ann High School in West Palm Beach, Florida.
1959 trat Whitman dem United States Marine Corps bei. Aufgrund guter Leistungen erhielt er ein Stipendium, so dass er im Herbst 1961 ein Studium an der University of Texas at Austin begann. Dort lernte er seine spätere Ehefrau Kathleen kennen. Aufgrund schwacher Leistungen entzogen die Marines ihm im Frühjahr 1963 das Stipendium und er begann erneut im aktiven Militärdienst zu arbeiten. Im Dezember 1964 wurde Whitman ehrenhaft aus dem Militärdienst entlassen. Zu Beginn des Jahres 1965 nahm er sein Studium an der University of Texas wieder auf, das er mit Nebenjobs und durch Unterstützung seines Vaters finanzierte.
Im März 1966 trennten sich die Eltern von Charles Whitman. Sein Vater rief wiederholt bei ihm und seiner Mutter an, um diese zu einer Rückkehr zu bewegen. Am 30. Juli 1966 strich der Vater die finanzielle Unterstützung für Charles Whitman und dessen Mutter.

## Hintergründe der Tat
Im Jahr 1965 wurde Charles Whitman bei mehreren Ärzten des Gesundheitszentrums der Universität vorstellig, da er an Kopfschmerzen litt. Im März 1966 suchte er das Gesundheitszentrum aufgrund psychischer Probleme auf, gegen die ihm Valium verschrieben und er zu einem Psychiater überwiesen wurde. Whitman nahm nur eine Sitzung beim Psychiater wahr, obwohl ihm weitere Sitzungen und telefonische Beratung angeboten wurden. Bei dieser Sitzung berichtete er unter anderem von seiner Phantasie, Menschen von einem Turm aus mit einem Jagdgewehr zu erschießen. Der Psychiater Maurice Dean Heatly war über Whitmans psychischen Zustand besorgt, weil er „erschütternde Perioden der Feindseligkeit mit einem Minimum an Provokation“ wahrgenommen hatte. Für eine Zwangseinweisung war Whitman dem Psychiater jedoch nicht gefährlich genug.
Am Vorabend seiner Taten schrieb Whitman einen ersten Abschiedsbrief. Nach dem Mord an seiner Mutter verfasste Whitman einen weiteren Abschiedsbrief. Darin erklärte er, dass er mit seinen Taten seinen Vater in die Schande stürzen wollte. Seine Worte spiegelten seinen Hass gegen diesen wider, weil sich sein Vater schlecht gegenüber seiner Mutter verhalten hatte. Zudem beschrieb er den Tod seiner Mutter als Erlösung.
Aufgrund der Abschiedsbriefe kann man davon ausgehen, dass es sich bei der Tat auch um Selbstmord mittels Erschießenlassen durch die Polizei (Suicide by cop) handelte.
Bei der Obduktion konnte das Amphetaminpräparat Dexedrine nachgewiesen werden, das auch als Mittel gegen ADHS auf dem US-Markt war und konzentrationssteigernd wirkt. Außerdem wurde ein Hirntumor (Glioblastoma multiforme) gefunden. Zunächst wurde angenommen, dass dieser Tumor keinen Einfluss auf die Handlungen Whitmans gehabt hatte. Eine später einberufene Kommission kam zu dem Schluss, dass der Zusammenhang zwischen Tumor und Handlung uneindeutig sei, möglicherweise könnte es aber zu einem Einfluss auf Whitmans Fähigkeit, seine Handlungen und Emotionen zu kontrollieren, gekommen sein.

## Tathergang

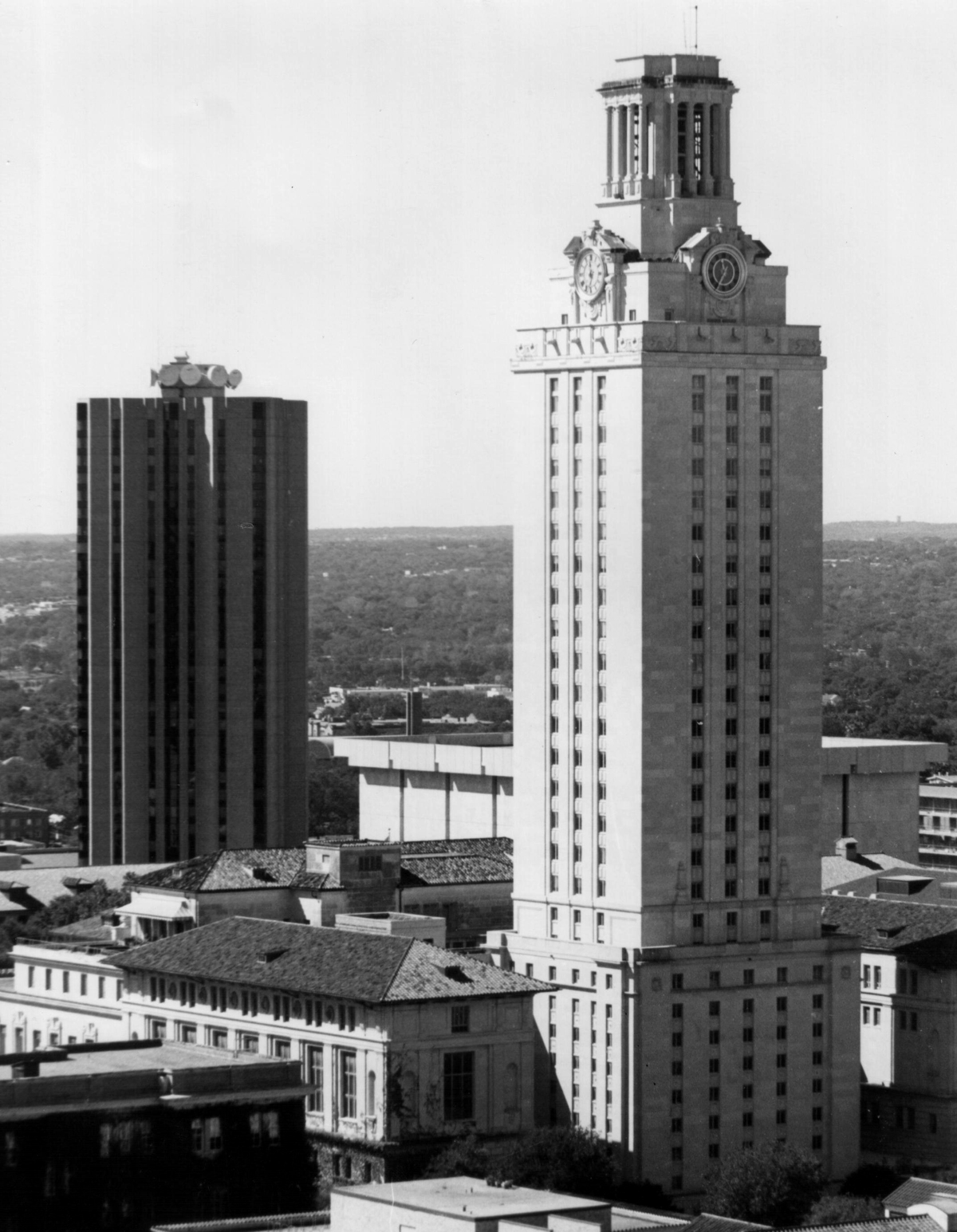
Der Turm des Hauptgebäudes der Universität von Texas in Austin. Der umlaufende Rundgang der Aussichtsplattform befindet sich unter den Zifferblättern der Uhren.

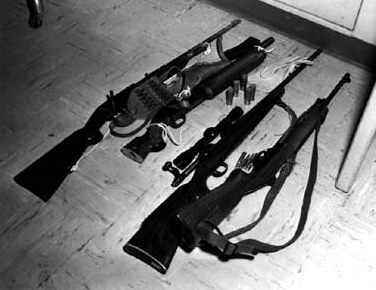
Whitmans Waffenarsenal

In der Nacht auf den 1. August 1966 erstach Charles Whitman kurz nach Mitternacht zunächst seine Mutter in deren Wohnung. Anschließend schrieb er einen Brief und begab sich zu seiner eigenen Wohnung. Dort erstach er gegen 3:30 Uhr seine Ehefrau Kathleen.
Am Vormittag bestieg Whitman die Aussichtsplattform auf dem Turm der University of Texas in Austin. Von dort schoss er ab ca. 11:30 Uhr über einen Zeitraum von ungefähr 95 Minuten auf Personen auf dem Campus unterhalb des Turms. Er traf zwölf Passanten, Universitätsangehörige und Besucher tödlich. Zudem wurde eine schwangere Frau so schwer verwundet, dass sie ihr ungeborenes Kind verlor. Bei dem Einsatz wurde zudem der Polizist Billy Speed erschossen. Bei den Schüssen, die Whitman unter anderem mit einem Scharfschützengewehr abgab, waren die Opfer teilweise bis zu 450 Meter entfernt.
Der Einsatz der Polizei war in Teilen unkoordiniert, da die Einsatzkräfte nicht für derartige Situationen ausgebildet waren. So schossen manche Polizisten auf Whitman, obwohl ihre Waffen nicht die Reichweite hatten, um Whitman in 91 Metern Höhe auf dem Aussichtsturm zu erreichen. Der Amoklauf wurde beendet, indem Whitman durch einen bzw. zwei Polizisten erschossen wurde. Houston McCoy und Ramiro Martinez beanspruchten jeweils für sich, den tödlichen Schuss abgegeben zu haben.
Im November 2001 starb der beim Amoklauf verletzte David Gunby in Fort Worth. Der zuständige Arzt bewertete seinen Tod als Folge seiner damaligen Schusswunde. Somit erhöhte sich 35 Jahre nach der Tat die Zahl der Todesopfer auf 17.

## Nachwirkungen
Bereits nach den Watts-Unruhen im Jahr 1965 wurde in Polizeikreisen über die Aufstellung von speziell ausgebildeten Einheiten für solche Situationen nachgedacht. Die ein Jahr später durch Whitman begangenen Taten zeigten die Notwendigkeit noch einmal auf und beschleunigten die Aufstellung von SWAT-Einheiten in den USA.
Die Aussichtsplattform blieb zwei Jahre geschlossen und wurde dann erneut für die Öffentlichkeit zugänglich. Mehrere Selbsttötungen führten Mitte der 1970er Jahre zu einer erneuten Schließung bis 1998. Noch heute sind hier die vergipsten Einschusslöcher sichtbar.
Am 50. Jahrestag der Tat trat in Texas ein Gesetz in Kraft, das es Personen erlaubt, Schusswaffen auf einem Campus mit sich zu führen, in manchen Fällen sogar in Seminarräumen und Unterkünften.

## Medienrezeption
Ein Foto von Whitman und ein Artikel mit dem Titel The Psychotic & Society erschienen am 12. August 1966 auf dem Cover der Time. In ihm wurde Martinez als einziger Beamter am Turm und als der Mann, der Whitman tötete, bezeichnet. Das gleiche Foto erschien im Life-Magazine mit dem Artikel The Texas Sniper.
1968 griff der junge Regisseur Peter Bogdanovich die Idee seines Kollegen Roger Corman auf, einen Spielfilm über den Texas Sniper zu drehen. Gemeinsam mit seiner Ehefrau Polly Platt schrieb Bogdanovich ein Drehbuch um einen sehr frei an dem Fall orientierten Plot und engagierte den nahezu unbekannten Fernsehschauspieler Tim O’Kelly und Frankenstein-Darsteller Boris Karloff für die Hauptrollen. Der Film Targets – Bewegliche Ziele wurde ein Erfolg, so dass Bogdanovich künftig größere Filmprojekte anvertraut bekam.
1972 nahm Harry Chapin das Album Sniper and Other Love Songs auf. Sniper, der Titelsong, handelt aus der Sicht der ersten und dritten Person und erzählt die Beziehung Whitmans zu seiner Mutter und von seiner Isolation.
1975 wurde das Ereignis mit Kurt Russell in der Hauptrolle in Turm des Schreckens verfilmt. Nachdem der Film erschienen war, verklagte Ramiro Martinez die Produktionsfirma wegen der Darstellung seiner Person und seiner Frau. Houston McCoy klagte ebenfalls. Martinez bekam eine unbekannte Summe zugesprochen, McCoy bekam nichts.
1977 schilderte Lars Gustafsson den Tag des Amoklaufs in seinem Buch Die Tennisspieler.
1987 erschien der Film Full Metal Jacket, in dem der Ausbilder Gunnery Sergeant Hartman in einer Szene gegenüber Rekruten auf zynische Weise prahlt, Whitmans und Lee Harvey Oswalds phänomenale Trefferquoten seien das Ergebnis ihrer Schießausbildung beim United States Marine Corps gewesen.
1993 wurde in True Romance Bezug auf Whitman genommen, als in der Hotelszene Alabama Worley (Geburtsname Whitman) meint: „You know that guy in Texas…“
1993 wurde in Folge drei der vierten Staffel von Der Prinz von Bel-Air auf das Attentat angespielt. Der Schuldirektor sagt: „Es gibt da einen Weg: Sie müssen es zu einer Ihrer Forderungen machen, wenn Sie mit einem Gewehr auf den Glockenturm steigen.“
1994 erzählte Detective Scagnetti in Natural Born Killers dem Gefängnisdirektor Warden McClusky, dass er Serienmörder jage, weil er als Junge in Texas die Hand seiner Mutter hielt, als Charles Whitman auf einen Glockenturm stieg und zu schießen begann. Eine Kugel traf seine Mutter und tötete sie.
In der 1994 erschienenen Simpsons-Episode Homie und Neddie (5. Staffel, Episode 16) steigt Ned Flanders auf einen Turm und schießt auf Menschen.
1996 erschien Don’t Be a Menace und karikiert eine Szene aus Higher Learning mit einer komischen Sicht der Angriffe. Im selben Jahr wurde der Amoklauf auch im amerikanischen Independent-Film The Delicate Art of the Rifle von Dante W. Harper verarbeitet. Dort tritt Charles Whitman in der Gestalt eines Schulfreundes des Protagonisten Jay mit Namen Walt auf, der ebenfalls wie sein historisches Vorbild von einem Turm aus um sich schießt.
Die Insane Clown Posse bezieht sich in dem Lied The Tower ebenfalls auf Whitman, das Video beginnt mit einem originalen Fernsehbericht über den Amoklauf. Die Thrash-Metal-Band Exodus nimmt in ihrem Lied Class Dismissed (A Hate Primer), das einen Amoklauf aus der Sicht des Mörders beschreibt, ebenfalls Bezug auf den Fall Charles Whitman.